# Cylloepus confusus
Cylloepus confusus is een keversoort uit de familie beekkevers (Elmidae). De wetenschappelijke naam van de soort werd in 1936 gepubliceerd door Howard Everest Hinton.